# 末世騎士III
《末世騎士III》（中国大陆官方译为）是一款將由Gunfire Games開發、THQ Nordic發行的動作冒險遊戲。本作是《末世騎士II》的續作，也是《末世騎士》系列的第三部作品。遊戲於2018年11月27日在Microsoft Windows、PlayStation 4和Xbox One平台同步發售。本作首度支援簡體中文字幕。

## 系統
玩家將扮演天啟四騎士之一的女騎士「憤怒」（Fury），身為一位法師，她會使用鞭子與魔法進行戰鬥。在末日背景下的開放世界中自由進行探索、解謎與擊敗敵人。

## 劇情
如同前作背景，地球陷入衰敗的末日光景。焦灼議會（Charred Council）號召天啟四騎士之一的女騎士憤怒（Fury）前去完成復興人類的任務。為了完成這項任務，她必須擊敗並摧毀名為「七宗罪」的邪惡勢力。